# До сходу сонця
«До сходу сонця» або «Перед світанком» (англ. Before Sunrise) — американський романтичний кінофільм 1995 року режисера Річарда Лінклейтера. Це перша частина трилогії «Before...». Фільм побудований на діалогах двух персонажів: Джессі (Ітан Гоук) і Селін (Жулі Дельпі) які випадково зустрілися в поїзді та сходять у Відні, де разом проведуть незабутню ніч. Продовженням є фільм «Перед заходом сонця» (2004). Станом на 18 лютого 2025 року стрічка займає 188-му позицію у списку 250 кращих фільмів за версією IMDb.

## Сюжет
Фільм розповідає історію двох молодих людей, американця Джессі (Ітан Гоук) і француженки Селін (Жулі Дельпі), які випадково зустрічаються в поїзді, подорожуючи Європою. Джессі прямує до Відня, щоб встигнути на рейс до Америки, а Селін — до Парижа, де має стати студенткою Сорбонни. Після короткої розмови в вагоні-ресторані Джессі переконує Селін зробити зупинку у Відні, щоб разом оглянути місто та провести день у компанії одне одного.
Вони відкрито діляться своїми думками про життя, кохання, мрії та переживання, оскільки вірять, що це їхня остання зустріч. Проте за час, проведений разом, вони поступово зближуються, і коли пора прощатися, розуміють, що не хочуть розлучатися. Тому, стоячи на залізничному вокзалі Відня, вони вирішують, що через шість місяців обов’язково зустрінуться на цьому ж пероні.
Ця захоплююча історія отримала продовження у фільмі «Перед заходом сонця» (2004) того ж режисера, з тими ж акторами в головних ролях. Дія розгортається через дев'ять років, коли герої знову стикаються з важливими питаннями свого життя та стосунків.

## Нагороди та номінації[2]
- Срібний ведмідь за найкращу режисуру (Річард Лінклейтер) Берлінського кінофестивалю 1995 року
- Номінація на Золотого ведмедя Берлінського кінофестивалю 1995 року
- Номінація «Найкращий поцілунок» MTV Movie Awards 1995 року (Жюлі Дельпі та Ітан Гоук)

## Цікаві факти
- Короткий роман Лінклейтера з Емі Лерхаупт надихнув режисера на створення фільму. Вони познайомилися в магазині іграшок у 1989 році, коли Лінклейтер відвідував родину у Філадельфії. Вони провели разом цілу ніч, гуляючи та розмовляючи. Однак, на відміну від "Перед сходом сонця", вони намагалися підтримувати зв'язок, обмінявшись номерами телефонів, але іскра згасла, і вони перестали спілкуватися. Лінклейтер думав, що, можливо, вона прийде на показ «Перед сходом сонця», та цього не сталося. Лише три роки потому Лінклейтер дізнався чому: Емі Лергаупт загинула в аварії на мотоциклі у віці 24 років 9 травня 1994 року, менш ніж за місяць до початку зйомок.[3]
- Книги, які Селін і Джессі читали в поїзді — це антологія Жоржа Батая у Селін, і автобіографія Клауса Кінскі у Джессі.
- У фільмі не показано, як Джессі та Селін кохаються в парку, але наступного ранку стає зрозуміло, що вони це робили. Зранку Селін одягнена в свою чорну сукню, але не в білу футболку, яка була під нею. Звичайно, єдиний спосіб, яким вона могла її скинути, - це зняти сукню.[4]
- Джессі і Селін з'являються в анімаційному фільмі Лінклейтера "Пробудження життя" у чотирихвилинній сцені, в якій вони лежать разом у ліжку і розмовляють про реінкарнацію та інші теми, подібні до тих, про які йшлося у фільмі. Враховуючи, що стрічка присвячена усвідомленим сновидінням, а в наступному фільмі трилогії «Перед заходом сонця» показано, що ці двоє не бачилися протягом 9 років, ця сцена вважається такою, що ніколи не відбувалася. Одна з можливих інтерпретацій полягає в тому, що це сон Джессі.[5]